# Out There! Tour
Out There! Tour es el nombre de una gira del músico británico Paul McCartney en apoyo a su decimosexto álbum de estudio New.  La gira comenzó el 4 de mayo de 2013 con un concierto en la ciudad de Belo Horizonte. y culminó dos años después en Búfalo.

## Trasfondo
Los primeros datos sobre la gira Out There! fueron publicados en la página web oficial de McCartney con el anuncio de un concierto en Varsovia. Según se podía leer en el anuncio, la gira Out There! iba a «ver a McCartney y su banda viajando alrededor del mundo a lo largo del año, visitando lugares donde nunca antes habían estado». Cinco días después se anunció un show  en Viena, Austria. Su concierto en Viena fue el primero en la ciudad desde su visita diez años antes en su gira Back in the World Tour.
En la conferencia de prensa sobre los conciertos ofrecidos en Brasil, un representante comentó que la gira incluiría un nuevo sistema de iluminación, una plataforma para acercar a McCartney al público y nuevas canciones.
La gira comenzó el 4 de mayo en Belo Horizonte y continuó con sendos conciertos en Goiania y Fortaleza, los primeros en los que McCartney tocó en ambas ciudades. La llegada de McCartney fue acompañada con pancartas de bienvenida a lo largo de la ciudad de Belo Horizonte y con acampadas de seguidores a las afueras del estadio durante varios días. En su primera noche, McCartney estrenó canciones que no había tocado con anterioridad en directo como Eight Days a Week,Your Mother Should Know, Being for the Benefit of Mr Kite y All Together Now. El concierto tuvo lugar frente a un público de 55 000 espectadores.
Durante el concierto en Goiania, el escenario fue invadido por saltamontes, que cubrieron los equipos de sonido y se posaron sobre los músicos. El propio McCartney mencionó la anécdota mientras cantaba Hey Jude señalando a sus propios hombros, cubiertos de saltamontes, mientras cantaba el verso:«The movement you need is on your shoulder» (en español: «El movimiento que necesitas está sobre tus hombros»).
La primera fecha de su etapa por Norteamérica fue publicada el 19 de febrero de 2013 en su web oficial. En un webcast especial anunciando el Bonnaroo Music Festival de 2013, los organizadores del festival confirmaron la presencia de McCartney como cabeza de cartel. Pocos días después se anunciaron nuevos conciertos para el 9 de julio en Boston, su primer concierto en la ciudad desde 2009,, así como en Austin , Washington D. C. y Tulsa. Poco después, la página web oficial del músico confirmó los primeros conciertos en Memphis y Orlando desde la gira de 1993 The New World Tour.

McCartney también tocó en el Bankers Life Fieldhouse de Indianápolis el 14 de julio de 2013, y dos días después en Milwaukee, su primer concierto en la ciudad desde la gira de 2005 The US Tour. En un vídeo publicado el 16 de abril por los organizadores de Outside Lands Music and Arts Festival, McCartney también fue nombrado como cabeza de cartel del festival. Debido a la demanda popular, un segundo show fue reservado para Orlando, Austin, y Tulsa. Un espectáculo tan rumorado en el Miller Park en Milwaukee fue confirmado el 15 de abril de 2013 a través de la página web del músico.

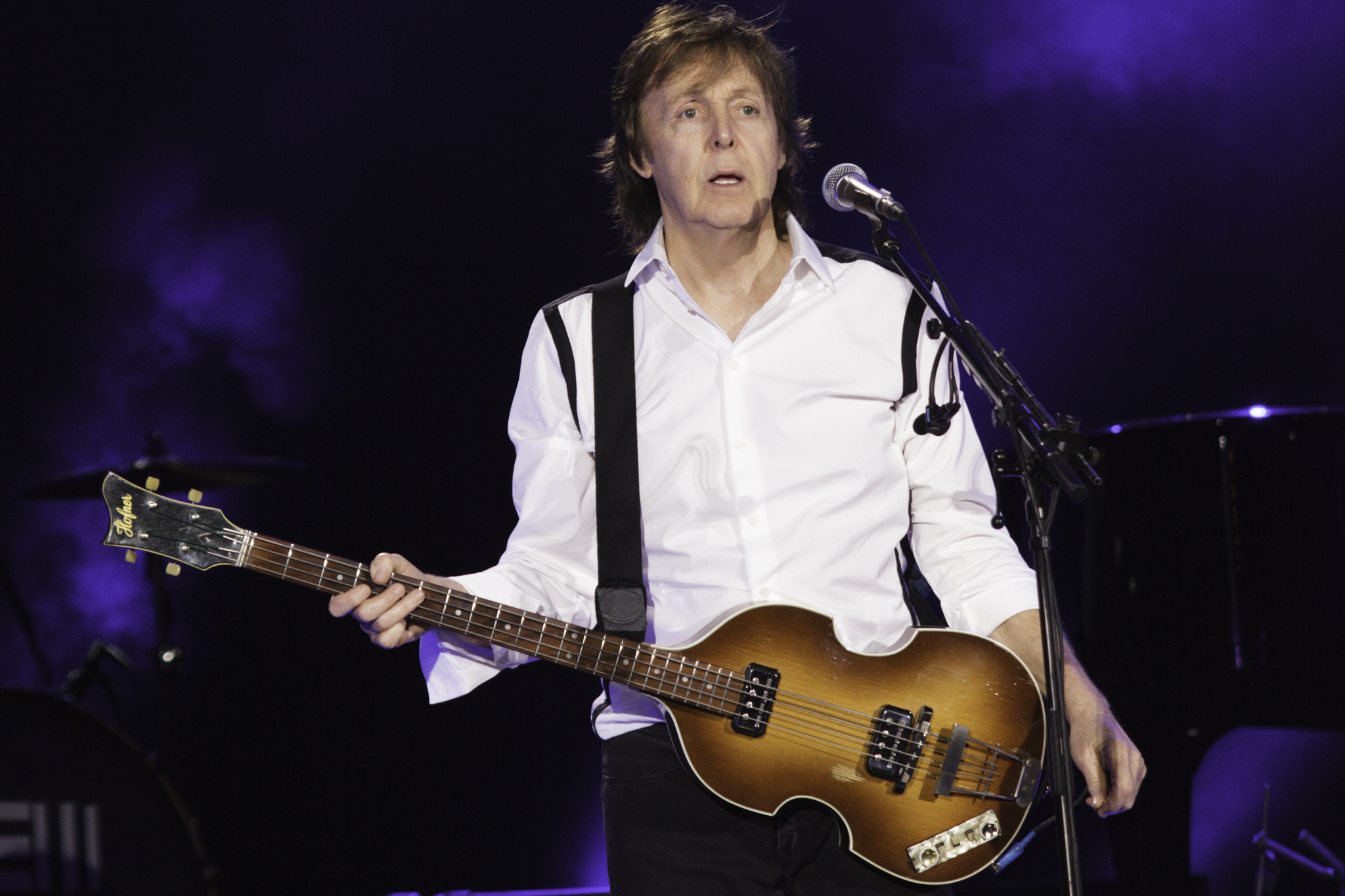
McCartney durante su presentación en el Estadio Centenario el 19 de abril de 2014.

El 18 de abril de 2013, se anunció que McCartney actuaría por primera vez en el Barclays Center en Nueva York los días 8 y 10 de junio marcando así el regreso de Paul a Nueva York desde la gira On the Run.
A mediados de abril, McCartney anunció sus primeras fechas en Canadá. los espectáculos en el Canadian Tire Centre en Ottawa fueron anunciados el 22 de abril de 2013, con pocas horas de diferencia el uno del otro. Esta fueron las primeras actuaciones de McCartney en Ottawa y Regina , y un retorno a Winnipeg desde 1993. el 25 de abril de 2013, McCartney anunció su regreso a las llanuras de Abraham en Quebec para celebrar el 400 aniversario de la ciudad, el espectáculo se llevó a cabo el 23 de julio de 2013.
Muchos espectáculos de la gira tenían cambios en la lista de canciones. El primer show en Orlando contó con Hope of Deliverance. Esta fue la última vez que la canción fue interpretada en Norteamérica este año, ya que por lo general se sustituye por cualquiera I've Just Seen a Face o Things We Said Today para el resto de la gira. 
Casi once años después de sus últimos conciertos en el país, McCartney anunció su primera gira por Japón desde Driving World Tour, con un total de cuatro conciertos entre las ciudades de Tokio y Osaka, la noticia se confirmó el 16 de julio a través de la página web oficial del músico.
Para 2014 McCartney anunció una extensión de la gira, con una nueva manga sudamericana, que comenzará en Montevideo, Santiago, Lima, seguido de otro en Quito, Ecuador, siendo ésta su primera presentación en dicho país. También se fijó un show en San José, Costa Rica, siendo éste su primer concierto en ese país y en Centroamérica. El espectáculo fue realizado satisfactoriamente el 1 de mayo de 2014 en el Estadio Nacional y antes del Estreno de Río 2.
Posterior a la etapa latina, McCartney hizo una agenda que consistía de tres conciertos el 17, 18 y 21 de mayo de 2014 en el Estadio Olímpico de Tokio, una el 24 de mayo en el Estadio Nagai de Osaka y una última el 28 de mayo en el Sports Complex de Seúl, Corea del Sur, la cual representaba la primera actuación para el artista en ese país.
Sin embargo, McCartney enfermó de un norovirus a mediados de mayo, lo que lo obligó a cancelar todas sus presentaciones por 15 días. La gira fue retomada en julio de 2014 en Estados Unidos y sus conciertos en Asia reprogramados en 2015.
Ya recuperado, Paul entró en 2014, con más acceso a sus fanes a través de los medios de comunicación social, con la aplicación Instagram. Después de que ya ha utilizado esta aplicación para anunciar y promover programas en Asia y América Latina, McCartney utilizar la aplicación como una de sus principales vías de espectáculos que anuncian. A menudo publicar cuando se dieron a conocer una serie de fechas, poner un hashtag (#) con cada ciudad que tocaría . El primer anuncio apareció en Instagram, así como varios otros medios de comunicación social, el 8 de abril. Las ciudades eran Nueva Orleans, Louisville, Albany, y Pittsburgh en el King Center Smoothie, Yum! Center, Times Union Center y el Centro de Consol Energy, respectivamente. McCartney visitó Louisville y Albany, por primera vez, y regresar a Nueva Orleans por primera vez desde 2002, y Pittsburgh desde 2010. Otro anuncio se produjo el 16 de abril, que informó el primer show de McCartney en Lubbock , en homenaje a su ídolo de la infancia Buddy Holly, su regreso a Dallas y Atlanta desde 2009 en el American Airlines Center y el Philips Arena, respectivamente, su primera exposición completa como cabeza de cartel en Jacksonville en los veteranos de Jacksonville Memorial Arena haber sólo jugó durante el medio tiempo del super Bowl XXXIX en 2005 y los Beatles único concierto de Florida en 1964, y el regreso de McCartney a la Bridgestone Arena en Nashville, y la Arena EnergySolutions de Salt Lake City a partir de sus visitas durante su 2010 y de una excursión Coming El retorno histórico y último concierto de McCartney en el Candlestick Park de San Francisco se anunció el 24 de abril, después de meses de rumores e incluso una promesa del alcalde de San Francisco. Se trata de un lugar notable ya que se llevó a cabo el concierto final de The Beatles en la historia. Un anuncio para un espectáculo en el Dodger Stadium de Los Ángeles se produjo un día después. Fue el primer evento McCartney en el sur de California desde el dúo de espectáculos en el Hollywood Bowl de Los Ángeles durante el 2010.
En 2015, se reprogramaron los espectáculos cancelados. El primer concierto se llevó a cabo en Osaka el 21 de abril. En el Tokyo Dome se registraron tres espectáculos los días 23, 25, 27 de abril. El 28 de abril, el espectáculo continuó en el Nippon Budokan, lugar donde los Beatles realizaron su concierto en 1966. En dicho espectáculo, McCartney interpretó el tema Another Girl  por primera vez en su faceta de solista.
El tour concluyó en octubre de 2015, después de una serie de conciertos en los Estados Unidos y Canadá.

## La banda
| Rusty Anderson (guitarra eléctrica, guitarra acústica, coros)                          | Paul McCartney (vocalista, bajo, guitarra eléctrica, guitarra acústica, piano, ukelele, mandolina) | Paul McCartney (vocalista, bajo, guitarra eléctrica, guitarra acústica, piano, ukelele, mandolina) | Paul McCartney (vocalista, bajo, guitarra eléctrica, guitarra acústica, piano, ukelele, mandolina) | Brian Ray (guitarra eléctrica, guitarra acústica, bajo, coros) |
| Paul "Wix" Wickens (teclados, guitarra acústica, percusión, armónica, acordeón, coros) | Paul McCartney (vocalista, bajo, guitarra eléctrica, guitarra acústica, piano, ukelele, mandolina) | Paul McCartney (vocalista, bajo, guitarra eléctrica, guitarra acústica, piano, ukelele, mandolina) | Paul McCartney (vocalista, bajo, guitarra eléctrica, guitarra acústica, piano, ukelele, mandolina) | Abe Laboriel, Jr. (batería, percusión, bajo, coros)            |

## Lista de canciones
1. "Eight Days a Week" o "Magical Mystery Tour"
2. "Junior's Farm" o "Save Us"++
3. "All My Loving" o "Can't Buy Me Love" o "Got to Get You into My Life"
4. "Listen to What the Man Said" ,"Good Day Sunshine"+++ o "One After 909"++
5. "Temporary Secretary"+++
6. "Let Me Roll It"
7. "Paperback Writer"
8. "My Valentine"
9. "Nineteen Hundred and Eighty-Five"
10. "The Long and Winding Road"
11. "Maybe I'm Amazed"
12. "I've Just Seen a Face"
13. "We Can Work It Out"
14. "Another Day"
15. "Hope For The Future"+++
16. "And I Love Her"
17. "Blackbird"
18. "Here Today"
19. "Your Mother Should Know"+
20. "New"++
21. "Queenie Eye"++
22. "Lady Madonna"
23. "All Together Now"
24. "Lovely Rita"
25. "Mrs. Vandebilt"+
26. "Eleanor Rigby"
27. "Being for the Benefit of Mr. Kite!"
28. "Something"
29. "Ob-La-Di, Ob-La-Da"
30. "Band on the Run"
31. "Back in the U.S.S.R."
32. "Let It Be"
33. "Live and Let Die"
34. "Hey Jude"

Encore 1
1. "Day Tripper" o "Another Girl"+++
2. "Hi, Hi, Hi" o "Birthday"
3. "Get Back" , "I Saw Her Standing There" o "Can't Buy Me Love"+++

Encore 2
1. "Yesterday"
2. "Helter Skelter" o "Long Tall Sally" (sòlo en San Francisco)
3. "All You Need Is Love" (Solo en Quito)
4. "Golden Slumbers"/"Carry That Weight"/"The End"

- + Interpretadas antes del lanzamiento de New
- ++ Interpretadas desde el lanzamiento de New
- +++ Interpretadas en 2015

## Fechas
| Fecha                    | Ciudad           | País           | Recinto                                 |
| ------------------------ | ---------------- | -------------- | --------------------------------------- |
| Sudamérica               |                  |                |                                         |
| 4 de mayo de 2013        | Belo Horizonte   | Brasil         | Estadio Mineirão                        |
| 6 de mayo de 2013        | Goiânia          | Brasil         | Estadio Serra Dourada                   |
| 9 de mayo de 2013        | Fortaleza        | Brasil         | Estadio Castelão                        |
| Norteamérica             |                  |                |                                         |
| 18 de mayo de 2013       | Orlando          | Estados Unidos | Amway Center                            |
| 19 de mayo de 2013       | Orlando          | Estados Unidos | Amway Center                            |
| 22 de mayo de 2013       | Austin           | Estados Unidos | Frank Erwin Center                      |
| 23 de mayo de 2013       | Austin           | Estados Unidos | Frank Erwin Center                      |
| 26 de mayo de 2013       | Memphis          | Estados Unidos | FedExForum                              |
| 29 de mayo de 2013       | Tulsa            | Estados Unidos | BOK Center                              |
| 30 de mayo de 2013       | Tulsa            | Estados Unidos | BOK Center                              |
| 8 de junio de 2013       | Nueva York       | Estados Unidos | Barclays Center                         |
| 10 de junio de 2013      | Nueva York       | Estados Unidos | Barclays Center                         |
| 14 de junio de 2013      | Mánchester       | Estados Unidos | Great Stage Park                        |
| Europa                   |                  |                |                                         |
| 22 de junio de 2013      | Varsovia         | Polonia        | Estadio Nacional de Polonia             |
| 25 de junio de 2013      | Verona           | Italia         | Arena de Verona                         |
| 27 de junio de 2013      | Viena            | Austria        | Estadio Ernst Happel                    |
| Norteamérica             |                  |                |                                         |
| 7 de julio de 2013       | Ottawa           | Canadá         | Canadian Tire Centre                    |
| 9 de julio de 2013       | Boston           | Estados Unidos | Fenway Park                             |
| 12 de julio de 2013      | Washington D. C. | Estados Unidos | Nationals Park                          |
| 14 de julio de 2013      | Indianápolis     | Estados Unidos | Bankers Life Fieldhouse                 |
| 16 de julio de 2013      | Milwaukee        | Estados Unidos | Miller Park                             |
| 19 de julio de 2013      | Seattle          | Estados Unidos | Safeco Field                            |
| 23 de julio de 2013      | Quebec           | Canadá         | Plains of Abraham                       |
| 9 de agosto de 2013      | San Francisco    | Estados Unidos | Golden Gate Park                        |
| 12 de agosto de 2013     | Winnipeg         | Canadá         | Investors Group Field                   |
| 14 de agosto de 2013     | Regina           | Canadá         | Mosaic Stadium at Taylor Field          |
| Asia                     |                  |                |                                         |
| 15 de noviembre de 2013  | Osaka            | Japón          | Osaka Dome                              |
| 15 de noviembre de 2013  | Fukuoka          | Japón          | Fukuoka Dome                            |
| 18 de noviembre de 2013  | Tokio            | Japón          | Tokyo Dome                              |
| 19 de noviembre de 2013  | Tokio            | Japón          | Tokyo Dome                              |
| 21 de noviembre de 2013  | Tokio            | Japón          | Tokyo Dome                              |
| Latinoamérica            |                  |                |                                         |
| 19 de abril de 2014      | Montevideo       | Uruguay        | Estadio Centenario                      |
| 22 de abril de 2014      | Santiago         | Chile          | Movistar Arena                          |
| 23 de abril de 2014      | Santiago         | Chile          | Movistar Arena                          |
| 25 de abril de 2014      | Lima             | Perú           | Estadio Nacional del Perú               |
| 28 de abril de 2014      | Quito            | Ecuador        | Estadio de Liga Deportiva Universitaria |
| 1 de mayo de 2014        | San José         | Costa Rica     | Estadio Nacional de Costa Rica          |
| Norteamérica             |                  |                |                                         |
| 5 de julio de 2014       | Albany           | Estados Unidos | Times Union Center                      |
| 7 de julio de 2014       | Pittsburgh       | Estados Unidos | Consol Energy Center                    |
| 9 de julio de 2014       | Chicago          | Estados Unidos | United Center                           |
| 12 de julio de 2014      | Fargo            | Estados Unidos | Fargodome                               |
| 14 de julio de 2014      | Lincoln          | Estados Unidos | Pinnacle Bank Arena                     |
| 16 de julio de 2014      | Kansas City      | Estados Unidos | Sprint Center                           |
| 2 de agosto de 2014      | Minneapolis      | Estados Unidos | Target Field                            |
| 5 de agosto de 2014      | Missoula         | Estados Unidos | Washington–Grizzly Stadium              |
| 7 de agosto de 2014      | Salt Lake City   | Estados Unidos | EnergySolutions Arena                   |
| 10 de agosto de 2014     | Los Ángeles      | Estados Unidos | Dodger Stadium                          |
| 12 de agosto de 2014     | Phoenix          | Estados Unidos | US Airways Center                       |
| 14 de agosto de 2014     | San Francisco    | Estados Unidos | Candlestick Park                        |
| 28 de septiembre de 2014 | San Diego        | Estados Unidos | Petco Park                              |
| 2 de octubre de 2014     | Lubbock          | Estados Unidos | United Supermarkets Arena               |
| 11 de octubre de 2014    | Nueva Orleans    | Estados Unidos | The Smoothie King Center                |
| 13 de octubre de 2014    | Dallas           | Estados Unidos | American Airlines Center                |
| 15 de octubre de 2014    | Atlanta          | Estados Unidos | Philips Arena                           |
| 16 de octubre de 2014    | Nashville        | Estados Unidos | Bridgestone Arena                       |
| 25 de octubre de 2014    | Jacksonville     | Estados Unidos | Jacksonville Veterans Memorial Arena    |
| 28 de octubre de 2014    | Louisville       | Estados Unidos | Yum! Center                             |
| 30 de octubre de 2014    | Greensboro       | Estados Unidos | Greensboro Coliseum                     |
| Sudamérica               |                  |                |                                         |
| 10 de noviembre de 2014  | Cariacica        | Brasil         | Estádio Kléber Andrade                  |
| 12 de noviembre de 2014  | Río de Janeiro   | Brasil         | HSBC Arena                              |
| 23 de noviembre de 2014  | Brasilia         | Brasil         | Estádio Nacional de Brasília            |
| 25 de noviembre de 2014  | São Paulo        | Brasil         | Allianz Parque                          |
| 26 de noviembre de 2014  | São Paulo        | Brasil         | Allianz Parque                          |
| Asia                     |                  |                |                                         |
| 21 de abril de 2015      | Osaka            | Japón          | Kyocera Dome                            |
| 23 de abril de 2015      | Tokio            | Japón          | Tokyo Dome                              |
| 25 de abril de 2015      | Tokio            | Japón          | Tokyo Dome                              |
| 27 de abril de 2015      | Tokio            | Japón          | Tokyo Dome                              |
| 28 de abril de 2015      | Tokio            | Japón          | Nippon Budokan                          |
| 2 de mayo de 2015        | Seúl             | Corea del Sur  | Seoul Olympic Stadium                   |
| Europa                   |                  |                |                                         |
| 23 de mayo de 2015       | Londres          | Reino Unido    | The O2                                  |
| 24 de mayo de 2015       | Londres          | Reino Unido    | The O2                                  |
| 27 de mayo de 2015       | Birmingham       | Reino Unido    | Barclaycard Arena                       |
| 28 de mayo de 2015       | Liverpool        | Reino Unido    | Echo Arena Liverpool                    |
| 5 de junio de 2015       | Marseille        | Francia        | Nouveau Stade Velodrome                 |
| 7 de junio de 2015       | Ámsterdam        | Países Bajos   | Ziggo Dome                              |
| 8 de junio de 2015       | Ámsterdam        | Países Bajos   | Ziggo Dome                              |
| 11 de junio de 2015      | París            | Francia        | Stade de France                         |
| Norteamérica             |                  |                |                                         |
| 21 de junio de 2015      | Philadelphia     | Estados Unidos | Wells Fargo Center                      |
| 23 de junio de 2015      | Charlottesville  | Estados Unidos | John Paul Jones Arena                   |
| 25 de junio de 2015      | Columbus         | Estados Unidos | Colonial Life Arena                     |
| Europa                   |                  |                |                                         |
| 7 de julio de 2015       | Oslo             | Noruega        | Telenor Arena                           |
| 9 de julio de 2015       | Estocolmo        | Suecia         | Tele2 Arena                             |
| Norteamérica             |                  |                |                                         |
| 13 de octubre de 2015    | Columbus         | Estados Unidos | Nationwide Arena                        |
| 15 de octubre de 2015    | Pensilvania      | Estados Unidos | Bryce Jordan Center                     |
| 17 de octubre de 2015    | Toronto          | Canadá         | Air Canada Center                       |
| 21 de octubre de 2015    | Detroit          | Estados Unidos | Joe Louis Arena                         |
| 22 de octubre de 2015    | Búfalo           | Estados Unidos | First Niagara Center                    |